# 20 de Noviembre, Villa Corzo
20 de Noviembre är en ort i Mexiko.   Den ligger i kommunen Villa Corzo och delstaten Chiapas, i den sydöstra delen av landet, 800 km sydost om huvudstaden Mexico City. 20 de Noviembre ligger 749 meter över havet och antalet invånare är 120.
Terrängen runt 20 de Noviembre är kuperad. Runt 20 de Noviembre är det ganska glesbefolkat, med 24 invånare per kvadratkilometer. Närmaste större samhälle är San Pedro Buenavista, 11,3 km nordväst om 20 de Noviembre. I omgivningarna runt 20 de Noviembre växer huvudsakligen savannskog.